# Немислиме
«Немислиме» (англ. Unthinkable) — художній фільм Ґреґора Джордана в жанрі трилера. Головні ролі у фільмі виконують Семюел Л. Джексон, Майкл Шин і Керрі-Енн Мосс. Американська кіноасоціація надала фільму рейтинг R за надто криваві сцени, насильство і лексику. Світова прем'єра фільму відбулась 5 листопада 2009 року.

## Сюжет
Психологічна дуель поміж захопленим терористом, який погрожував підірвати три ядерні заряди в різних кінцях країни, та слідчим ФБР, котрому тепер терміново потрібно дізнатись, де саме заховані бомби, доки ті не вибухнули. Чи справді терорист каже правду? Чи сам він знає, де ті бомби? І чи не варто заради життя багатьох людей переступити моральні правила та норми закону, аби жорстокістю переламати впертість злочинця?

## В ролях
- Семюел Л. Джексон — агент «Ейч»
- Майкл Шин — терорист, американський мусульманин Стівен Артур Янгер, що змінив ім'я на Юсуф Атта Мухаммед
- Керрі-Енн Мосс — спеціальний агент ФБР Гелен Броуді
- Брендон Рут — спеціальний агент ФБР Ді Джей Джексон
- Джил Беллоуз — спеціальний агент ФБР Джеймс Вінсент
- Джошуа Гарто — спеціальний агент ФБР Філліпс
- Мартін Донован — Джек Сондерс, директор відділу ФБР Лос-Анджелеса
- Стівен Рут — Чарлз Томсон, чиновник з Управління оборонної розвідки
- Голмс Осборн — генерал Паульсон
- Саша Ройз — слідчий Любичич